# Broadway the Hard Way
Broadway the Hard Way è un album live di Frank Zappa, pubblicato nel 1988.

## Storia
È un album dal vivo registrato in varie esibizioni durante il suo tour mondiale del 1988. È stato pubblicato per la prima volta come album in vinile a 9 tracce attraverso l'etichetta di Zappa Barking Pumpkin Records nell'ottobre 1988, e successivamente come CD in 17 tracce attraverso Rykodisc nel 1989.

## Brani
La maggior parte delle canzoni sono satiriche di personaggi contemporanei di spicco, principalmente nella sfera politica e delle attuali tendenze sociali e politiche. Gli obiettivi individuali di Zappa includono Richard Nixon e Ronald Reagan in "Dickie's Such An Asshole" (scritto nel 1973), Jesse Jackson in "Rhymin 'Man", Jim e Tammy Faye Bakker e Pat Robertson in "Jesus Thinks You're a Jerk", e Michael Jackson e la sua famiglia su "Why Don't You Like Me?". In "Any Kind of Pain" (che la band di Zappa ha suonato come strumentale nel 1976 e provato nel 1981, con melodie e testi leggermente diversi, ma non è stato completato come lavoro vocale fino al 1988), fa satira sul modo in cui un modello immaginato e vaporoso viene sfruttato e disprezzato dagli uomini che lo impiegano.

## Tracce
Side one
1. Elvis Has Just Left the Building - 2:24
2. Planet of the Baritone Women - 2:48
3. Any Kind of Pain - 5:42
4. Jesus Thinks You're a Jerk - 9:15

Side two
1. Dickie's Such an Asshole - 6:37
2. When the Lie's So Big - 3:38
3. Rhymin' Man - 3:51
4. Promiscuous - 2:03
5. The Untouchables - 3:05 - (Nelson Riddle, Zappa)

### Versione CD
1. Elvis Has Just Left the Building - 2:24
2. Planet of the Baritone Women - 2:48
3. Any Kind of Pain - 5:42
4. Dickie's Such an Asshole - 5:45
5. When the Lie's So Big - 3:38
6. Rhymin' Man - 3:50
7. Promiscuous - 2:02
8. The Untouchables - 2:26 - (Riddle)
9. Why Don't You Like Me? - 2:57
10. Bacon Fat - 1:29 - (Andre Williams, Dorothy Brown, Zappa)
11. Stolen Moments - 2:57 - (Oliver Nelson)
12. Murder by Numbers - 5:37 - (Sting, Andy Summers)
13. Jezebel Boy - 2:27
14. Outside Now - 7:49
15. Hot Plate Heaven at the Green Hotel - 6:40
16. What Kind of Girl? - 3:17
17. Jesus Thinks You're a Jerk - 9:15